# Tambakagung (Kaliori)
Tambakagung is een bestuurslaag in het regentschap Rembang van de provincie Midden-Java, Indonesië. Tambakagung telt 2276 inwoners (volkstelling 2010).